# Husk – Erntezeit!
Husk – Erntezeit!  (Originaltitel: Husk – Join the Harvest) ist ein US-amerikanischer Horrorfilm des Regisseurs Brett Simmons aus dem Jahr 2011 mit Devon Graye, Wes Chatham, C. H.Thomason und Tammin Sursok in den Hauptrollen. Er wird dem Slasher-Genre zugeordnet.

## Handlung
Die fünf Freunde Scott, Chris, Johnny, Brian und seine Freundin Natalie unternehmen einen Ausflug, um an einem See einige gemeinsame Tage zu verbringen. Auf dem Weg dorthin durchqueren sie eine abgelegene Gegend, die am Rande eines Maisfeldes liegt, als einige Krähen auf die Windschutzscheibe von Scotts Fahrzeug aufprallen. Scott verliert die Kontrolle über das Fahrzeug und landet im Graben des angrenzenden Maisfeldes. Sie können keinen Abschleppdienst erreichen, da die Mobiltelefone der Freunde in der verlassenen Gegend keinen Empfang haben. Johnny entschließt sich daher, das Maisfeld zu durchqueren, um in einem dahinter befindlichen Bauernhaus Hilfe zu holen. Er kommt jedoch nicht zurück, und so entschließen sich auch Brian und Chris, in das Maisfeld zu gehen, um nach Johnny zu suchen. Doch auch sie kommen nicht wieder. Natalie wird ungeduldig und streift am Rand des Maisfeldes entlang. Sie entdeckt eine Vogelscheuche, die einige Meter weiter von der Unfallstelle im Graben liegt. Als sie den mit einem Leinentuch bedeckten Kopf der Vogelscheuche öffnet, erkennt sie menschliche Zähne und erschrickt. Kurz darauf wird sie von einem unbekannten Wesen in das Maisfeld gezogen. Scott versucht sie zurückzuziehen, kann ihr aber nicht helfen und betritt ebenfalls das Feld.
Im Haus angekommen müssen die Freunde feststellen, dass sich Johnny in eine Art Zombie verwandelt hat. Er sitzt an einer Nähmaschine im Obergeschoss des heruntergekommenen Hauses und arbeitet an einer Kopfbedeckung für eine Vogelscheuche. Alle Finger seiner linken Hand sind mit Nägeln am Tisch fixiert. Kurz darauf verlässt er das Haus und verschwindet wieder im Maisfeld. Die Freunde versuchen, durch das Maisfeld zu fliehen, werden dabei aber von Vogelscheuchen attackiert und zum Teil schwer verletzt.
Scott erleidet derweil einige Visionen, in denen das vergangene Geschehen auf dem Hof sichtbar wird. Hier lebte einst ein Farmer mit seinen beiden Söhnen. Einer der Söhne war ein eher einfühlsamer Mensch, der mit dem rauen Landleben haderte. So konnte er kaum zuschauen, wie der Vater mit seinem Bruder ein Schwein zerlegte. Durch diese Einfühlsamkeit wurde er häufig zur Zielscheibe von Spott durch Vater und Bruder. Eines Tages ist er der jahrelangen Demütigungen überdrüssig und ersticht seinen Bruder mit einer Mistgabel. Anschließend näht er ein Kostüm für eine Vogelscheuche und hängt seinen eigenen Bruder in diesem Kostüm an einem Holzkreuz auf. Der Vater schöpft zwar Verdacht, kann aber seinem Sohn nichts beweisen. Seit dieser Zeit irrt der Geist des ermordeten Bruders auf dem Anwesen und dem angrenzenden Maisfeld umher.
Nach und nach ermordet der Geist sowohl Natalie als auch Brian. Sie nehmen nun selbst die Gestalt einer Vogelscheuche an: Sie betreten das Gebäude und nähen in Trance an „ihrem“ Vogelscheuchenkostüm. Scott und Chris erkennen, dass der Geist jedoch jedes Mal im Haus gebunden ist, wenn eines seiner Opfer an der Nähmaschine sitzt. Als Brian das Haus betritt, um sein Kostüm anzufertigen, ist die Gelegenheit zur Flucht gekommen. Scott und Chris versuchen zu fliehen, doch Brian ist schneller und kann Chris in seine Gewalt bringen. Chris wiederum gelingt es mit letzter Kraft, die Vogelscheuche festzuhalten, so dass Scott bis an den Rand des Maisfeldes fliehen kann. Im Graben – wenige Meter vor dem verunfallten Auto – liegt er schwer verletzt und sieht, wie ein weiteres Fahrzeug die Unfallstelle erreicht. Ein Ehepaar steigt aus und sucht nach Verletzten. Scott gelingt es auf Grund der Schwere seiner Verletzungen nicht, um Hilfe zu rufen. Er muss mit ansehen, wie die Vogelscheuche sich vor ihm in der Nähe des Ehepaars in den Graben legt.

## Kritik
„Kompetent gemachter, etwas simpler Horror, dem man anmerkt, dass Brett Simmons einen 27-minütigen Kurzfilm zur Spielfilmlänge aufgeblasen hat.“

„Solide produzierter Horrorfilm, der seine Vorbilder recht geschickt kopiert, aber nur, um den vertrauten Genrekonventionen zu genügen.“

„Solide Gruselkost für Horrorfans.“

„Spannung und Grusel regen sich jedoch nicht so recht. Denn Inspiration hat die Macher des Streifens kaum angeleitet. Immerhin überzeugen die jungen Schauspieler mit ihrem fundierten Spiel.“

„Am Anfang wirkt alles ein wenig geklaut, mit typischen City-Teenagern auf einer mutmaßlich tödlichen Landpartie, dem unsichtbar raschelnden Grauen hinter dem Mais, und der mitunter Einstellung für Einstellung aus dem alten „Texas Chainsaw Massacre“ abgekupferten Entdeckung der Farm. Doch dann entwickelt dieser für wenig Geld effekt- und stimmungsvoll angerichtete Low-Budget-Horrorfilm Charakter und serviert eine Story, die man trotz ihrer bekannten Zutaten so noch nicht erzählt bekam. Für Horrorfans eine gute Sache.“

## Veröffentlichung
Die Erstausstrahlung fand am 5. Februar 2011 in den USA statt. In Deutschland wurde der Film am 23. September 2011 von der Senator Home Entertainment auf Blu-Ray veröffentlicht. Die Motion Picture Association of America stufte den Film in die Kategorie „R“ ein (Restricted – Children Under 17 Require Accompanying Parent or Adult Guardian).

## Adaption
Der Film basiert auf einem Kurzfilm von Simmons, der auf dem Sundance Film Festival im Jahr 2005 gezeigt wurde.